# École nationale vétérinaire d'Alfort
Pour la station de métro, voir École vétérinaire de Maisons-Alfort (métro de Paris).
L'École nationale vétérinaire d'Alfort (EnvA) est un établissement public d'enseignement supérieur et de recherche, placé sous la tutelle du ministère chargé de l'agriculture. Son site principal et historique est situé à Maisons-Alfort dans le Val-de-Marne. l'EnvA est également présente en Normandie (Goustranville, 14) avec un centre d'imagerie et de recherche sur les affections locomotrices équines (CIRALE).
Installée sur le site d'Alfort depuis 1766, elle est la plus ancienne école vétérinaire au monde encore sur son site d'origine.
Ce site est desservi par la ligne 8 à la station de métro École vétérinaire de Maisons-Alfort.
L'école accueille 800 étudiants, 80 enseignants-chercheurs, 30 chercheurs appartenant à des laboratoires de recherche associés, ainsi que 260 personnels administratifs et techniques.
C'est l'une des quatre grandes écoles assurant la formation des vétérinaires en France.

## Historique

### Création et implantation

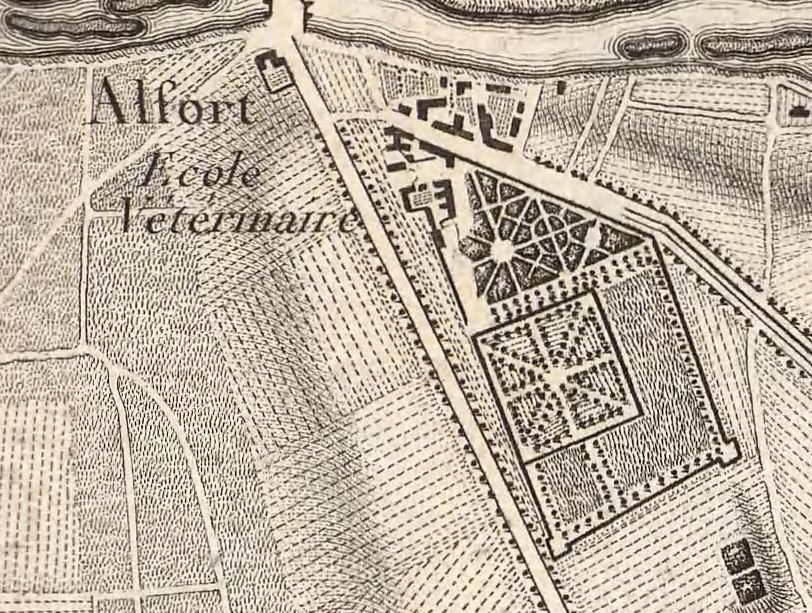
École vétérinaire d'Alfort sur la carte des Chasses du Roi, fin du XVIII.

Cette école fut créée au printemps 1765, quatre années après celle de Lyon. C'est Claude Bourgelat avocat et écuyer tenant l'Académie d'équitation de Lyon, qui sollicita Henri Léonard Jean Baptiste Bertin, ex-intendant de la généralité de Lyon, contrôleur général des finances de Louis XV, en mars 1764 pour déplacer l'école, de Lyon à Paris. Ceci fut refusé par Bertin qui signala par un courrier de mars 1765 la volonté du roi de créer une école dans chaque intendance et de débuter par Paris.
D'abord installée au nord de Paris, paroisse de La Chapelle (en l'actuelle rue Philippe-de-Girard, 10e arrondissement), l'école se révéla dotée de locaux trop exigus. De plus, l'environnement semblait mettre en péril la « bonne moralité » des étudiants. La propriété du château d'Alfort, achetée au baron de Bormes, correspondit mieux à un enseignement rural par son emplacement et la surface de ses terrains. L'acte de vente fut signé le 27 décembre 1765 et l'enseignement y commença en octobre 1766.

### Débuts de l'enseignement

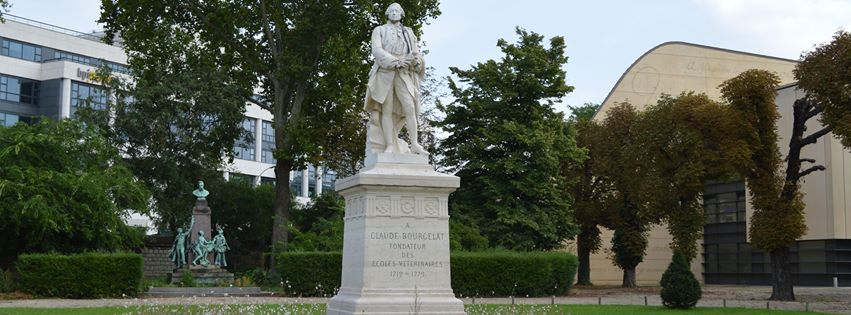
La statue du fondateur des écoles vétérinaires de Lyon et d'Alfort, Claude Bourgelat, dans la cour d'honneur de l'École nationale vétérinaire d'Alfort.

Bourgelat fonda son enseignement sur l'état des connaissances du moment, particulièrement l'anatomie, la ferrure, la thérapeutique et la chirurgie. Il amena avec lui, de Lyon, l'anatomiste Honoré Fragonard, le maréchal Philibert Chabert et plusieurs de ses meilleurs élèves. L'anatomie était, en 1766, la science à l'honneur et à la mode. Partisan de l'anatomie naturelle, Fragonard utilisa avec talent la méthode traditionnelle de conservation utilisée au XVIIIe siècle. Il passa cinq ans à préparer des milliers de pièces anatomiques, à visée didactique et pédagogique. En plus d’une dissection minutieuse de ses cadavres, Fragonard savait les injecter et les conserver. Ce génie n’a laissé aucune trace écrite de sa technique.
Bourgelat créa un régime scolaire rigoureux. Les élèves en internat « mi-militaire, mi-claustral » recevaient un enseignement autoritaire.[réf. nécessaire] L'enseignement était gratuit, mais les élèves n'étaient pas nourris. La fin des études était validée par un « brevet de privilégié du roi en l'art vétérinaire ». Les premiers diplômés, qualifiés d'« artistes vétérinaires », de retour dans leurs provinces pour faire face aux maladies du bétail, eurent une action efficace.
Le 3 mars 1814, pendant la Campagne de France, l'école fournit le bataillon d'Alfort, formé d'élèves vétérinaires. Soutenus par quelques troupes régulières napoléoniennes et des canons, ils défendirent le passage du pont de Charenton contre les forces européennes alliées.

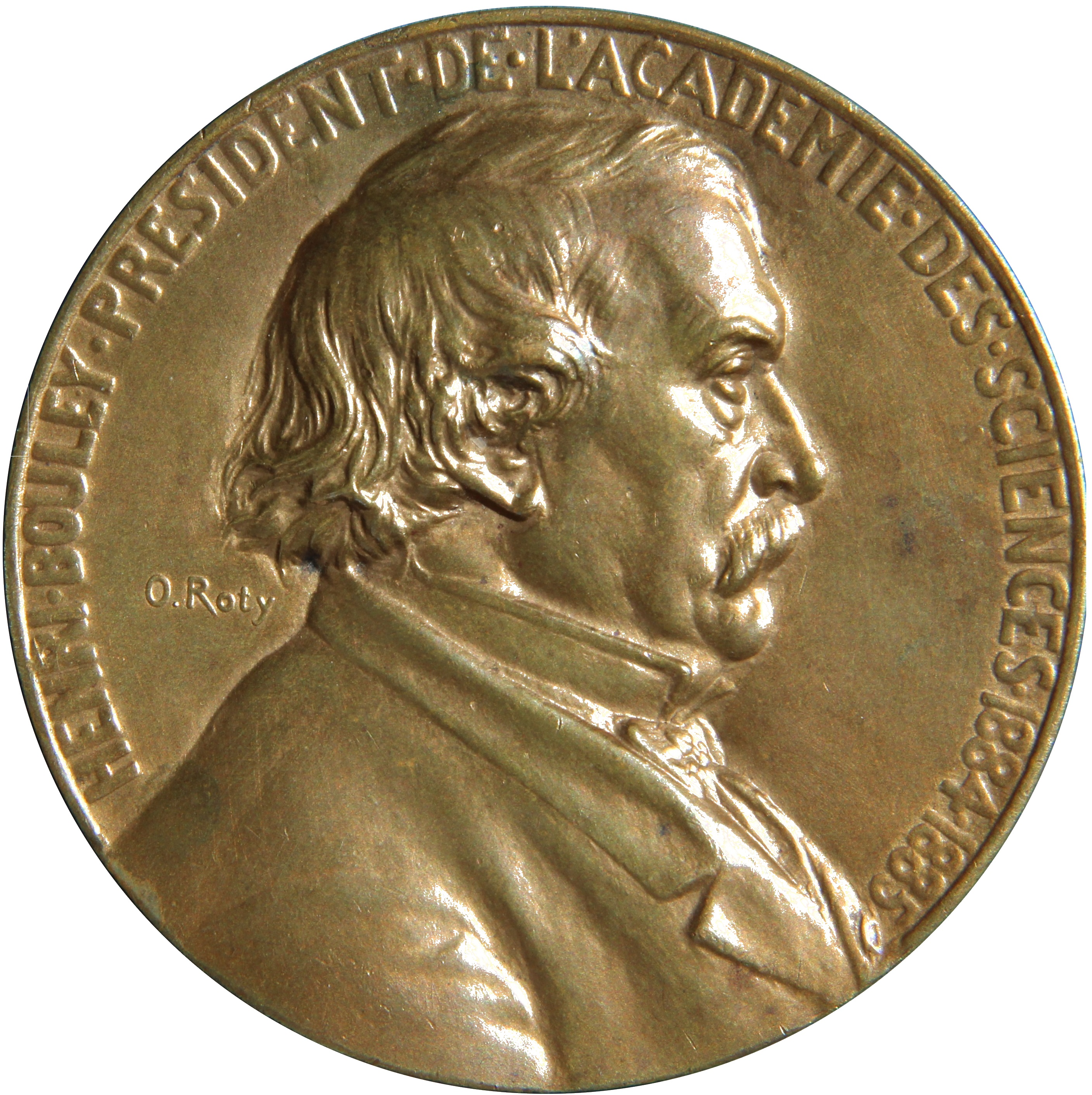
Henri Bouley par Oscar Roty
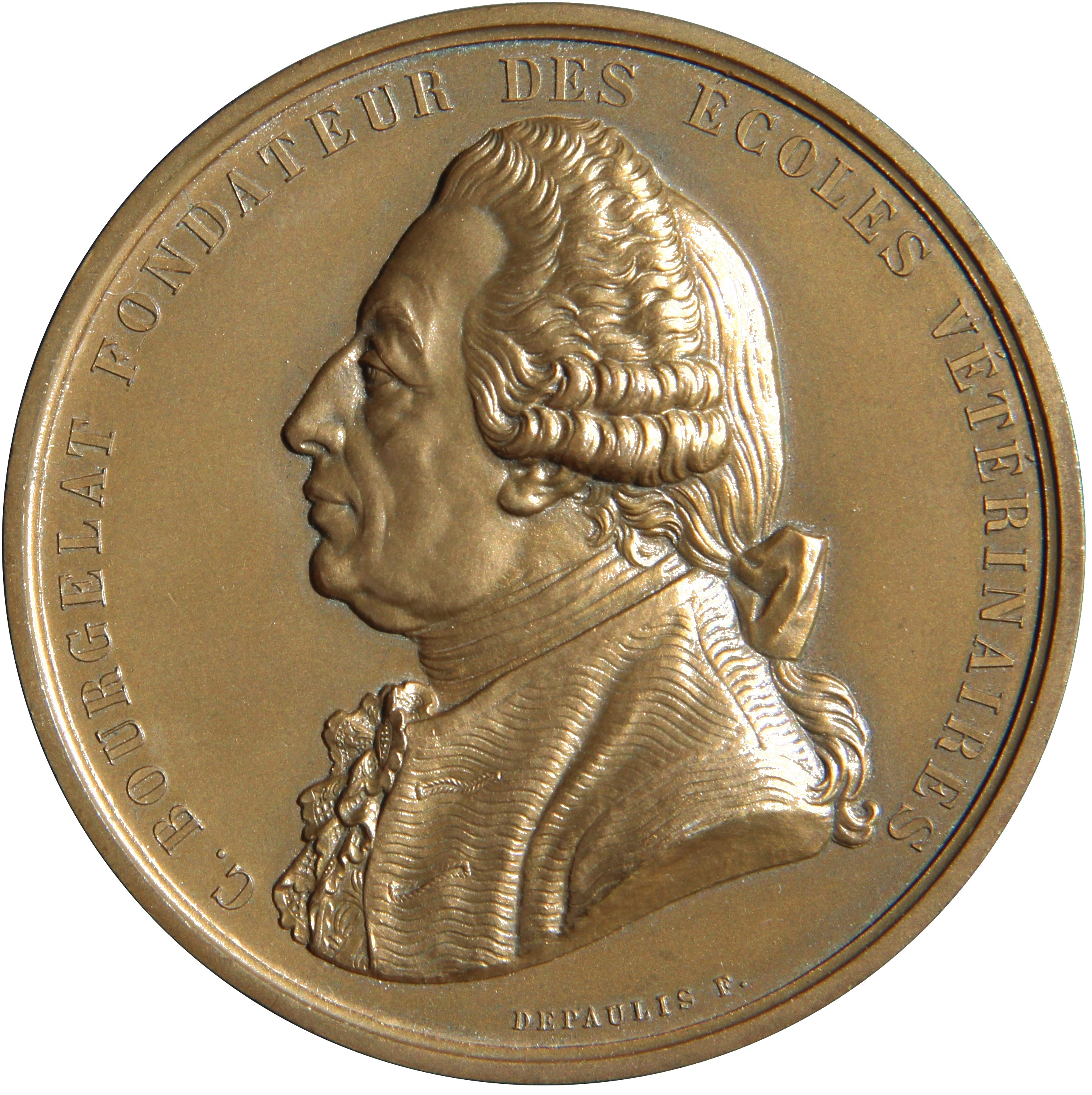
Claude Bourgelat par Alexis-Joseph Depaulis

En 1893, Marie Kapsevitch, une Russe d'origine ukrainienne, est la première femme à obtenir l'autorisation d'entrer officiellement comme élève à l'école. Elle obtient son diplôme le 23 juillet 1897, devenant ainsi la première femme diplômée de l'école et la première femme diplômée en médecine vétérinaire en France.

### XXeetXXIesiècles

#### Alfort à l'âge d'or de la carte postale

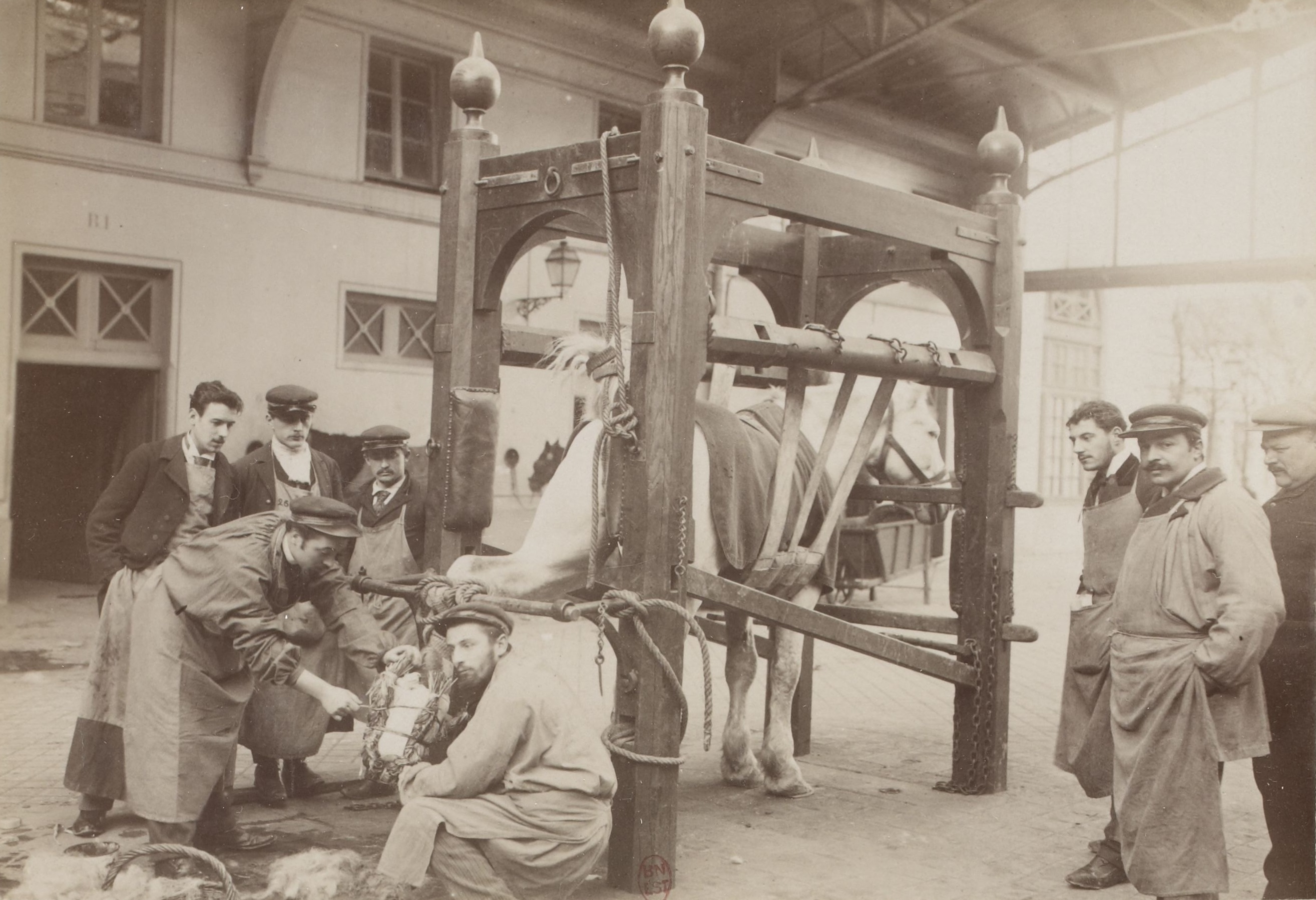
Étudiants en 1898-99 (collection Jules Beau).

Une importante collection de cartes postales réunies par le professeur Bernard Toma a été numérisée pour être placée dans Commons. Elles proviennent pour la plupart de la période allant de 1895 à 1914, âge d'or de la carte postale voir :
L'école nationale vétérinaire d'Alfort à l'âge d'or de la carte postale 

#### Histoire récente
En 2007, l'EnvA s'est rapprochée de l'Université ; elle a été un des membres fondateurs du PRES université Paris-Est puis est devenue école externe de l'université Paris-Est Créteil Val-de-Marne en janvier 2012. Elle est membre de la ComUE université Paris-Est depuis juillet 2014.
Si les trois autres écoles nationales vétérinaires sont de structure assez récente, 1964 pour l'Ecole nationale vétérinaire de Toulouse (déménagement), 1976 pour l'Ecole nationale vétérinaire de Lyon - aujourd'hui VetAgro Sup (déménagement), 1979 pour l’École nationale vétérinaire de Nantes - aujourd'hui Oniris (construction de novo)], l’École nationale vétérinaire d'Alfort n'a connu que très peu d'investissements dans la deuxième moitié du XXe siècle, si bien que son état matériel est devenu très préoccupant à partir du début des années 1990. La création du statut des enseignants-chercheurs en 1992, en institutionnalisant la recherche dans les écoles nationales vétérinaires, a mis en exergue les limites induites par un parc immobilier dégradé et dont le coût de maintenance pesait durement sur les finances de l'établissement. Sept bâtiments sont inscrits à l'inventaire supplémentaire des monuments historiques ce qui augmente considérablement le coût des travaux de réhabilitation. Par ailleurs, la création de l'Association européenne des établissements d'enseignement vétérinaire (AEEEV) en 1988 devait induire la mise en place d'une accréditation européenne à laquelle l'EnvA a dû se conformer.

#### Réhabilitation
Les directions successives ont conduit, essentiellement avec la tutelle ministérielle et le Conseil régional d'Ile-de-France, des réhabilitations et des constructions : construction d'une nouvelle cité universitaire en 1999, réhabilitation de la cité ouverte en 1936, en 2002, rénovation complète du Musée Fragonard et ouverture d'un Centre de recherche biomédicale en 2008, ouverture d'un hôpital des animaux de compagnie en 2009 (Centre hospitalier universitaire vétérinaire d'Alfort des animaux de compagnie).
En janvier 2008, le ministre de l'agriculture, Michel Barnier, visitant l'EnvA, décidait d'engager une vaste réflexion visant à rénover le site. Le projet qui en a été issu, nommé « Grand projet Alfort », visait à assurer la mutation du domaine de l'école en un campus structuré, rassemblant des institutions thématiquement proches de celle de l'EnvA. Les activités de l'EnvA, alors dispersées sur tout le domaine, sans cohérence thématique, devaient être regroupées dans des bâtiments neufs ou rénovés; l'accent était mis sur le nécessaire renforcement des liens de l'EnvA avec les établissements d'enseignement supérieur et de recherche, particulièrement l'Université. Était également prévu que le siège social de l'Agence nationale de sécurité de l'alimentation, de l'environnement et du travail (alors AFSSA et AFSET, devenue depuis ANSES) rejoigne le campus. La volonté ministérielle était réaffirmée lors d'une visite commune de Michel Barnier et Valérie Pécresse, alors ministre de l'enseignement supérieur et de la recherche, en octobre 2008 ; les deux ministres annonçaient un premier financement conjoint des deux ministères d'un montant de 15 millions d'euros. Le 14 avril 2009, une convention était signée entre le ministère de l'agriculture et la Caisse des dépôts et consignations pour une réalisation rapide et conjointe du plan de rénovation, ceci peu avant que Michel Barnier ne quitte son ministère. Des moyens importants furent engagés qui servirent à générer un schéma directeur immobilier du campus ainsi qu'un cahier des prescriptions architecturales, urbanistiques et paysagères. Malheureusement pour la communauté éducative de l'EnvA, le projet devait être mis en dormance au début de 2011.
Les fonds octroyés lors de la visite d'octobre 2008 devaient servir en premier lieu à la construction d'un bâtiment destiné aux activités d'enseignement et d'analyse utilisant des matières animales, sachant que l’École ne répondait pas aux critères exigés et que ceci devait conduire à reporter la visite de l'AEEEV, une association chargée de certifier la qualité des écoles vétérinaires en Europe créée en 1988 à l'initiative du directeur de l'EnvA à cette époque (Professeur Bernard Toma) et qui eut sa première domiciliation dans l'institution ; l’École perdit alors son accréditation européenne de l'AEEEV.
Dans le même temps, le déficit de fonctionnement, en grande partie lié à sa situation immobilière, s'est accru jusqu'à placer l'École dans une situation difficile. Une restructuration financière a été conduite qui a permis d'assainir les finances et l’État a attribué fin 2013 à l'EnvA une dotation exceptionnelle de cinq millions d'euros destinée à apurer les déficits cumulés. Le ministre Stéphane Le Foll s'est rendu sur le site de l'EnvA le 7 novembre 2014 pour annoncer la mise en œuvre d'un nouveau plan de rénovation du site d'ores et déjà doté de 30 millions d'euros.
Le siège de l'Anses a été livré à la fin de l'année 2014 tandis que le bâtiment Camille Guérin, rassemblant les salles accueillant des activités nécropsiques, a été mis en service en avril 2015 et inauguré par Stéphane Le Foll et Valérie Pécresse le 13 octobre 2016, jour anniversaire des 250 ans de l'EnvA. L'ouverture de ce bâtiment a permis à l'EnvA de recevoir les experts européens de l'AEEEV en mai 2015 ; l'établissement a été approuvé de manière conditionnelle, c'est-à-dire qu'il devait encore lever des réserves en matière de biosécurité. Les travaux de rénovation du site lui ont permis de se resoumettre à la visite en juin 2017, avec succès dans la mesure où les experts européens ont proposé à l'instance décisionnaire, en novembre 2017, que l'EnvA soit non seulement approuvée - le niveau qu'elle sollicitait en mai 2015 et qui certifie la qualité de l'enseignement et des moyens mis en œuvre pour l'assurer - mais aussi qu'elle soit accréditée au titre de sa politique de qualité. Depuis novembre 2017, elle  est entrée dans le cercle encore étroit des établissements européens bénéficiant de ce niveau de certification.

## Missions

### Enseignement

#### Cursus

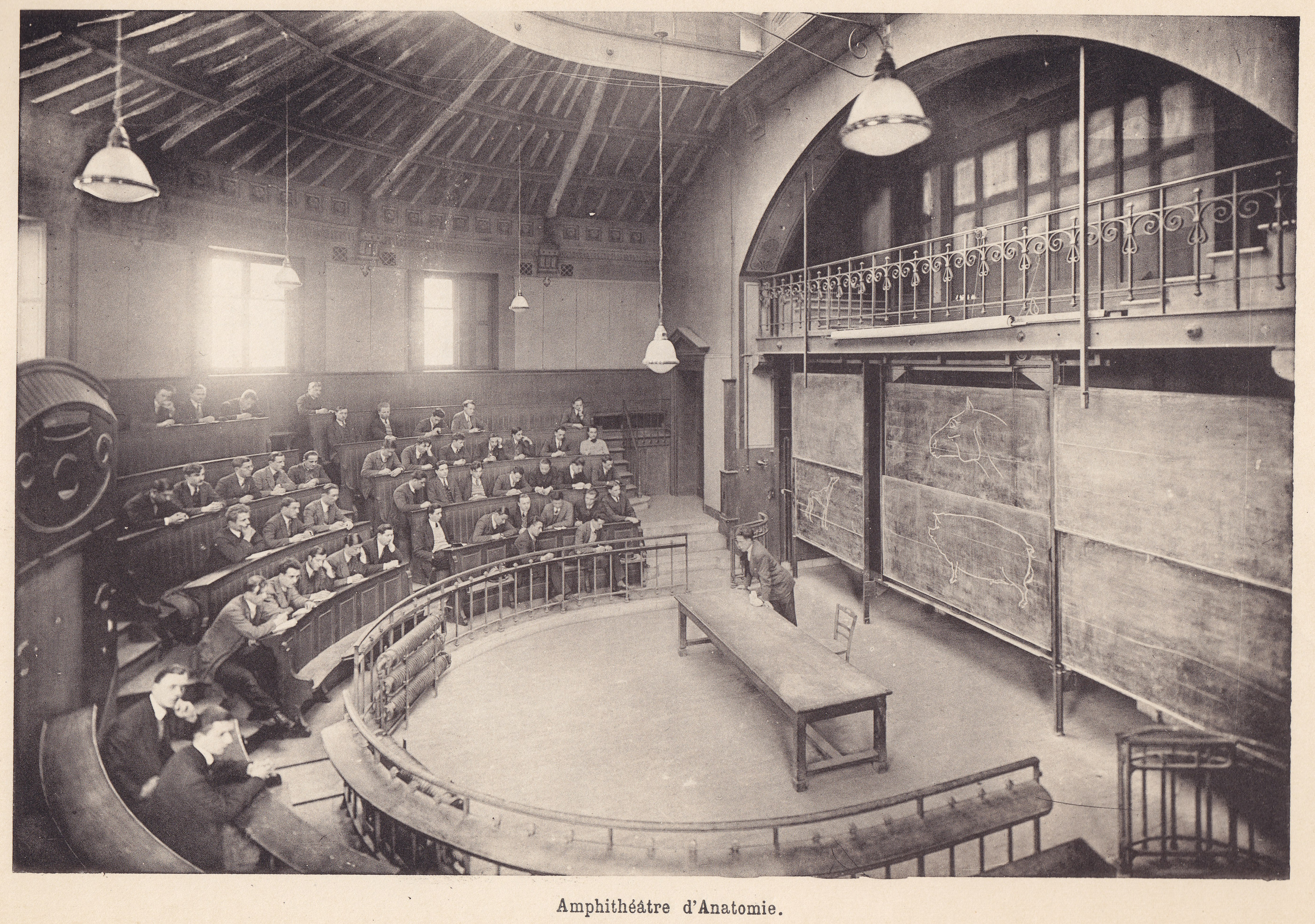
Amphithéâtre d'anatomie du bâtiment Fragonard en 1930, le plus ancien de l'école (1885).

Le cursus pour devenir vétérinaire comportait jusqu'en 2020 sept années d’études après le baccalauréat. Le cursus le plus emprunté par les étudiants est celui de l'intégration par concours national après deux années en classes préparatoires biologie, chimie, physique et sciences de la terre. Il existe cependant quatre autres voies menant à ces études. À partir de 2021, le cursus est désormais de six années. Une nouvelle voie d'accès, un concours post-Bac, a été créé menant à une nouvelle première année commune aux écoles nationales vétérinaires de France. Les étudiants accédant aux ENVF via les autres voies de concours intégreront désormais directement la deuxième année.
Les étudiants suivent cinq ans de formation de base (formation initiale) et une année d’approfondissement. Ils soutiennent une thèse d’exercice vétérinaire au plus tard le 31 décembre de leur année de fin d'étude, ce qui leur confère le titre de docteur vétérinaire. Ils peuvent être logés sur le site et participer à la vie associative et sportive de l’école.
Pendant la formation initiale, le programme prévoit des périodes de stage. Par ailleurs, chaque étudiant doit effectuer une partie de sa formation en mobilité internationale.

#### Formation clinique
La formation clinique des étudiants de l'EnvA s’appuie sur son centre hospitalier universitaire vétérinaire et les 43 000 animaux pris en charge chaque année : un hôpital des animaux de compagnie, un hôpital des équidés (sur ses deux sites), un hôpital des animaux de ferme et un hôpital des animaux sauvages. L'apprentissage en matière d'animaux de ferme est complété par des visites d'élevage, en partenariat avec des lycées agricoles.
Les étudiants de première, deuxième et troisième années se forment dans un premier temps dans une salle de simulation médicale, VetSims. Son crédo "jamais le premier geste sur un animal vivant". Cette salle permet de s'exercer aux premiers gestes de soin sur des modèles inertes ou des peluches. Plus de 200 ateliers sont proposés aux étudiants.

#### Formation continue
L’École nationale vétérinaire d'Alfort offre une soixantaine de programmes de formation continue : formations diplômantes (type diplômes d'école, diplômes d'État ou Certificat d'études approfondies vétérinaires), certifiantes pour acquérir des compétences complémentaires de haut niveau et qualifiantes, courtes, sur des thématiques précises, des formations essentiellement pratiques permettant l'acquisition rapide de compétences.

### Plateformes cliniques

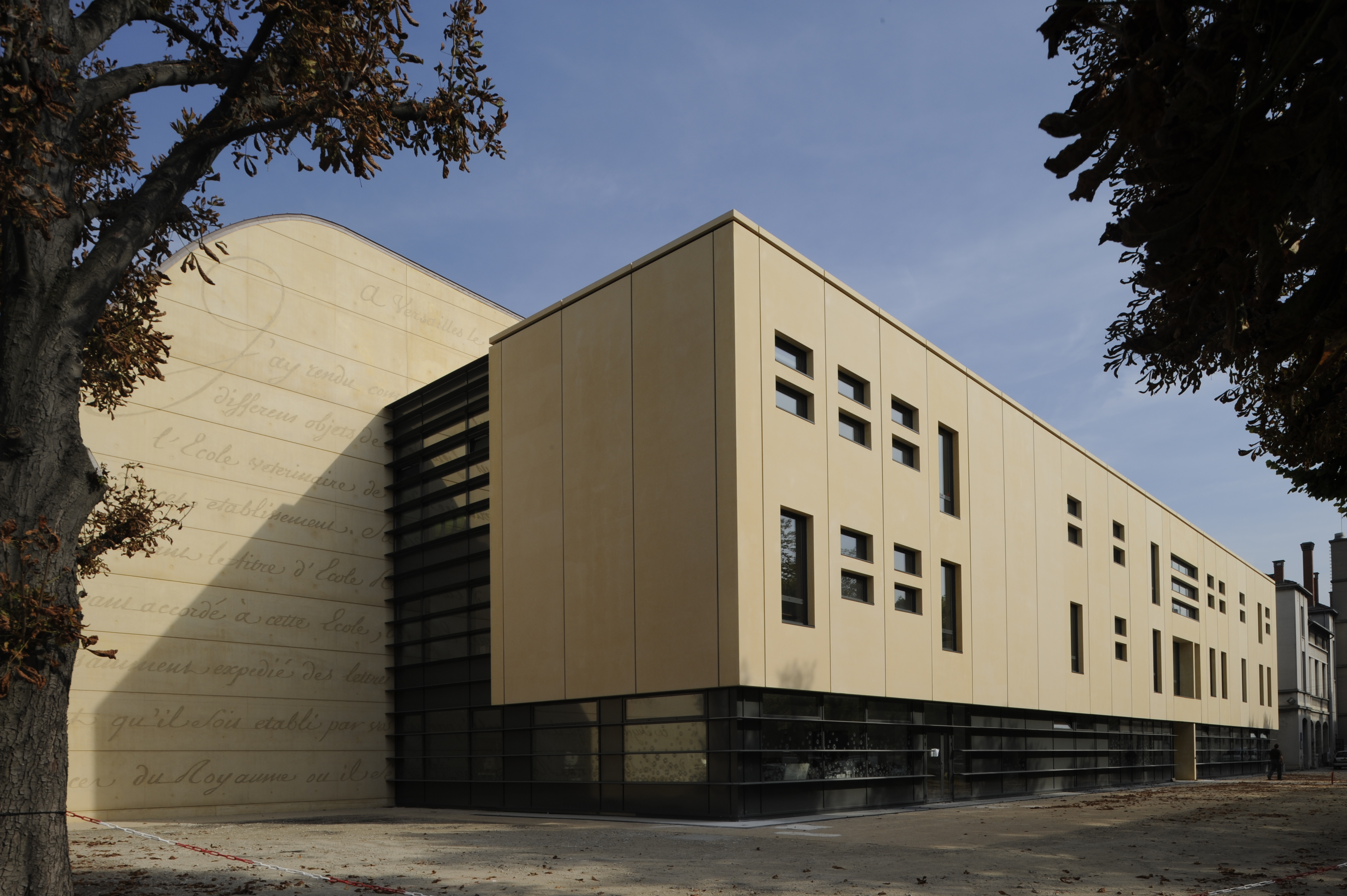
Le Centre hospitalier universitaire vétérinaire d'Alfort - Clinique des animaux de compagnie

L’École dispose d'un centre hospitalier universitaire vétérinaire constitué de quatre plateformes cliniques dont les missions sont :
- délivrer un enseignement universitaire ;
- soigner l'animal ;
- faire évoluer les connaissances au bénéfice de l’animal et de la profession vétérinaire.

Sa proximité avec Paris permet au site d’Alfort de drainer une clientèle d’Île-de-France, et des régions voisines.
Les quatre hôpitaux :
- un hôpital des animaux de compagnie avec de nombreux services tels qu'anesthésie et analgésie, audit canin félin, cancérologie, cardiologie, chirurgie, dentisterie, dermatologie-et-otologie, diététique-et-nutrition-clinique, gynécologie, andrologie et obstétrique, médecine du chien de sport et d'utilité, médecine du comportement, médecine générale, médecine interne : endocrinologie, maladies systémiques, rhino-laryngo-pneumologie, uro-néphrologie, neurologie et neurochirurgie, nouveaux animaux de compagnie (NAC), ophtalmologie, rééducation fonctionnelle, vaccination et identification. Un service d'urgences 24h/24 et 7j/7 est proposé. 200 personnes permettent le fonctionnement de cette structure. 37 000 animaux sont pris en charge chaque année. Il est situé dans un bâtiment moderne de 3 600 m2 inauguré en 2009.
- un hôpital des équidés : médecine interne, boiteries, ophtalmologie, chirurgie, consultations spécialisées, grâce à du matériel performant et adapté à tout type de pathologies. 500 animaux sont pris en charge chaque année. 1100 au centre d'imagerie et de recherche sur les affections locomotrices équines. Un service d'urgence est proposé 24h/24 et 7j/7.
- un hôpital des animaux de ferme : bovins, moutons, chèvres, porcs, que ceux-ci appartiennent à des particuliers (mouton, chèvre ou cochon domestiques) ou qu’ils proviennent d’exploitations agricoles, référés par un vétérinaire confronté par exemple à une pathologie collective. La structure accueille 400 animaux d'élevage chaque année. Des visites d'élevage sont également assurées.
- un hôpital de la faune sauvage : devenu centre hospitalier universitaire en 2020, il succède au centre d'accueil de la faune sauvage créé en 1987, afin de repenser sa structuration. La plupart des animaux proviennent de Paris, du sud et de l’est de l’Ile-de-France. Près d'une centaine d'espèces différentes sont admises chaque année. Les oiseaux représentent environ 85 % des entrées, les mammifères 15 %. 6 000 animaux sont pris en charge chaque année. Le nombre d'admissions qui croît de façon exponentielle témoigne de la nécessité de l'offre de soins : 186 en 2000, 716 en 2005, 1048 en 2010, 3509 en 2016. L'hôpital fait partie du réseau des « Centres de soins faune sauvage » constitué en 2019. Une vingtaine de structures en sont membres, dont l'EnvA via l’activité de son hôpital faune sauvage. L'hôpital fonctionne en partenariat avec l'association Faune Alfort[22].

43 000 actes sont réalisés par année[réf. nécessaire]. 

### Recherche
L’EnvA a une mission de production et de recherche scientifiques dans le domaine des sciences vétérinaires, dont les applications sont nombreuses pour la santé animale, la santé humaine et la protection de l’environnement. Les programmes scientifiques de l’EnvA sont au cœur de l'approche « One World One Health » de la santé qui cherche à considérer la santé humaine, la santé animale et la santé de l'environnement comme un tout.  Les unités de recherche interdisciplinaires lient ainsi la santé animale, la médecine humaine, la santé publique, la sécurité des aliments et dans certains cas les sciences humaines. La localisation de l’EnvA, au cœur de l’Ile-de-France, lui permet de se positionner comme un acteur incontournable au sein des établissements d’enseignement supérieur agricole en termes de productions scientifiques. Cela s’exprime par l’association de plusieurs unités mixtes de recherche associant vétérinaires, médecins, agronomes et biologistes de toutes disciplines en partenariat avec une agence de sécurité sanitaire sur la campus (Anses), l’université Paris Est Créteil et de grands instituts de recherche tels que l’INRA, l’INSERM, le CNRS, l’Institut Pasteur, etc. Cela constitue un atout unique qui participe au rayonnement national et international de l’école.
Les champs d'action :
- endiguer les maladies infectieuses et préserver la sécurité alimentaire ;
- étudier les animaux pour les soigner et contribuer à leur bien-être ;
- améliorer la santé humaine ;
- une recherche biomédicale pour comprendre et guérir, durablement.

Les thèmes de recherche sont organisés en deux pôles. Ces pôles s’appuient neuf équipes de recherche en partenariat avec des institutions scientifiques et/ou des universités.
Pôle " Maladies animales, zoonoses et risques infectieux "

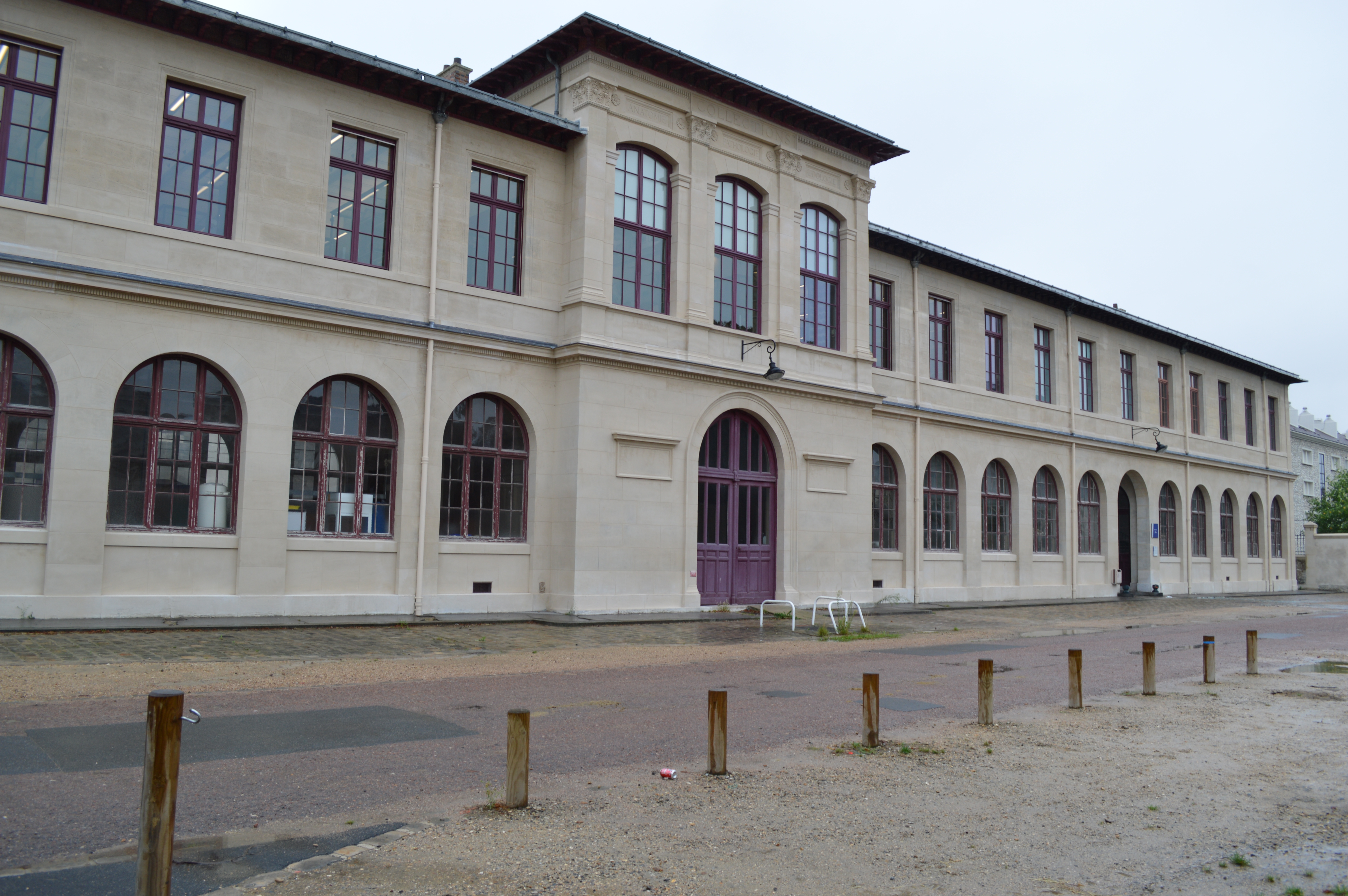
Le bâtiment Fragonard

Ces recherches sont notamment primordiales pour la prévention, le traitement et la prise en charge des zoonoses et des épizooties. Les unités de recherche rattachées à ce pôle sont :
- biologie moléculaire et immunologie parasitaire (BIPAR), EnvA-Anses-Inrae ;
- virologie, EnvA-Anses-Inrae ;
- dynamique des interactions hôte/pathogène, thérapeutique et résistance en mycologie médicale et vétérinaire (DYNAMIC), EnvA-UPEC-Inrae ;
- épidémiologie des maladies infectieuses animales (EpiMAI), EnvA-Anses.

Pôle " Physiopathologie et thérapie du muscle, de l’appareil locomoteur et de la reproduction "
Il conduit des recherches visant à améliorer la santé et le bien-être animal, en étroite relation avec la santé humaine. Les programmes de recherches visent notamment à mieux comprendre, prévenir et traiter les maladies neuromusculaires, cardiaques, locomotrices ou articulaires. L’étude de la biologie de la reproduction est également importante à l’EnvA chez les animaux de production puisque cela constitue un enjeu prioritaire pour les filières d’élevage. Les unités rattachées à ce pôle sont :
- biomécanique et pathologie locomotrice du cheval (BPLC) ;
- biologie de la reproduction, environnement, épigénétique et développement animal (BREED), EnvA-Inrae ;
- pharmacologie et technologies pour les maladies cardiovasculaires (PROTECT), EnvA-IRBM-UPEC-Inserm ;
- biologie du système neuro-musculaire (BNMS), EnvA-IRBM-UPEC-Inserm-EFS ;
- biologie, bio-ingénierie et bio-imagerie ostéo-articulaires (B3OA), EnvA-Université de Paris-Inserm-CNRS.

En décembre 2016, la Région Ile-de-France a accepté le financement du projet DIM 1HEALTH, auquel l'EnvA est associée et dont  l’objectif est de faire émerger un réseau fort en infectiologie « One Health » unique en France et de dimension européenne, qui permette de répondre aux défis en santés humaine et animale. Il a en particulier pour objectif le développement de nouveaux concepts, notamment en vaccinologie, thérapie anti-infectieuse, diagnostic et l’intégration d’une dimension sociale et économique à la santé. Il se fonde sur la triade santé environnementale, santé humaine et santé animale, domaines indissociables compte tenu de leurs étroites interactions. Le concept « une seule santé » a en effet émergé dans un contexte de changement climatique, de croissance démographique à l’échelle mondiale, de raréfaction des ressources naturelles, de pression sanitaire mouvante, dans la population humaine comme dans les populations animales.
La qualité de sa recherche est ainsi reconnue internationalement ; elle a intégré en 2017 le prestigieux classement de Shanghai à la 49e place dans le champ thématique " Sciences vétérinaires ". Elle est également présente dans les classements 2018, 2019 et 2020.

### Pôle équin en Normandie
L'École nationale vétérinaire d'Alfort dispose d'un site consacré au cheval, à Goustranville (14), en Normandie, le pôle équin normand. Y est installé le centre d'imagerie et de recherche sur les affections locomotrices équines (Cirale).
Créé en 1999 par la Région Basse-Normandie, le Cirale est devenu un centre de référence mondialement reconnu pour l'étude des troubles locomoteurs et des causes de contre-performance chez les chevaux de sport et de course.
Des cliniciens, un matériel d'imagerie de haut niveau, des collaborations avec des équipes prestigieuses et une recherche reconnue[réf. nécessaire] en font un outil au service des étudiants, des vétérinaires et des propriétaires de chevaux.

#### Missions
Enseignement : pôle équin normand de l’EnvA, le CIRALE dispense une formation universitaire et post-universitaire, nationale et internationale fondée sur ses activités diagnostiques et de recherche.
Actuellement, le CIRALE est un site d'enseignement pour les étudiants de 3e cycle (5e année) du cursus vétérinaire, ayant opté pour une formation professionnelle plus approfondie en clinique équine. Il accueille ainsi les étudiants de l’EnvA, d’Oniris et la plupart des étudiants de l’EnvT.
Activités cliniques : des chevaux de toutes les disciplines, référés par leur vétérinaire, sont examinés quotidiennement dans le cadre des consultations spécialisées pour les troubles locomoteurs et contre-performances.
Recherche : les programmes de recherche se réalisent dans le cadre de l’USC INRA Biomécanique et Pathologie Locomotrice du Cheval et du GIS Centaure (regroupement des équipes de recherche normandes en santé équine). Ils ont pour objectifs l’amélioration du diagnostic, du traitement et de la prévention des affections locomotrices et médicales qui limitent les performances des chevaux.

### Centre d'application pour les animaux de production
L'École a acquis en 1975 le domaine de Champignelles, à 165 km de son site principal, dans l'Yonne, pour en faire son centre d'application pour les animaux de production. Des troupeaux de bovins et de moutons, une maison de l'étudiant et un centre de formation constituent ce lieu où les étudiants peuvent suivre une formation par petits groupes. Le centre a fermé ses portes en 2020 à la suite d'une décision du conseil d'administration.
Désormais, l'enseignement a lieu dans un bâtiment construit ouvert en 2020 sur le campus de Maisons-Alfort et intégrant un hôpital des animaux de ferme. Les visites d'élevage et d'entreprises agro-alimentaires se font au départ de la région parisienne et rayonnent dans les régions voisines.

### Centre de documentation et d'information
L'École nationale vétérinaire d'Alfort est l'un des rares établissements antérieurs à la Révolution française à être parvenus à traverser les siècles, les révolutions et les régimes politiques qui se succédèrent tout au long de son histoire. École royale de 1766 à 1792, elle devint nationale ensuite, puis impériale en 1804 etc. Le fait qu'elle n'ait eu à déménager qu'une fois, et précocement au cours de son histoire, lui a permis de conserver son patrimoine ; elle recèle aujourd'hui de véritables trésors du patrimoine scientifique qu'elle met à la disposition des chercheurs via un programme de numérisation. La bibliothèque compte ainsi 170 000 volumes dont les plus anciens datent du XVIe siècle.

#### Périodiques vétérinaires
L'EnvA bénéficie d'une convention de numérisation avec la Bibliothèque nationale de France qui met en ligne de grandes séries de ses périodiques. En 2013, 117 années du Recueil de médecine vétérinaire, la toute première revue vétérinaire au monde, ont par exemple été mises en ligne, ainsi que plusieurs autres périodiques consultables via le site de sa bibliothèque. On y trouve :
- le Recueil de médecine vétérinaire (1825 - 1942) ;
- les Mémoires de la société centrale de médecine vétérinaire (1852 - 1882) ;
- le Bulletin de la société centrale de médecine vétérinaire (1864 - 1927) ;
- la Semaine vétérinaire (1886 - 1928) ;
- la Clinique vétérinaire (1843 - 1868) ;
- le Journal de médecine vétérinaire théorique et pratique (1830 - 1836).

#### Ouvrages anciens
L'EnvA a développé un partenariat avec la bibliothèque interuniversitaire de santé pour la mise en ligne d'ouvrages anciens et précieux édités entre les XVe et XIXe siècles. On y trouve les ouvrages de référence en la matière - Ruini, Solleysel, Stubbs, Bourgelat, Lafosse... constituant la bibliothèque numérique vétérinaire de la collection Medic@. VetAgro Sup s'est associé à cet élan en versant ses ouvrages numérisés ; le corpus est fort de plus de 330 titres.

#### Thèses vétérinaires
Les thèses vétérinaires des quatre écoles vétérinaires sont directement accessibles en ligne et certaines sont en accès libre depuis 2000. Pour celles d'Alfort, un moteur de recherche permet d'accéder directement, depuis 2000, aux fichiers des thèses en ligne en texte intégral, ainsi qu'aux thèses avec support multimédia.

## Patrimoine

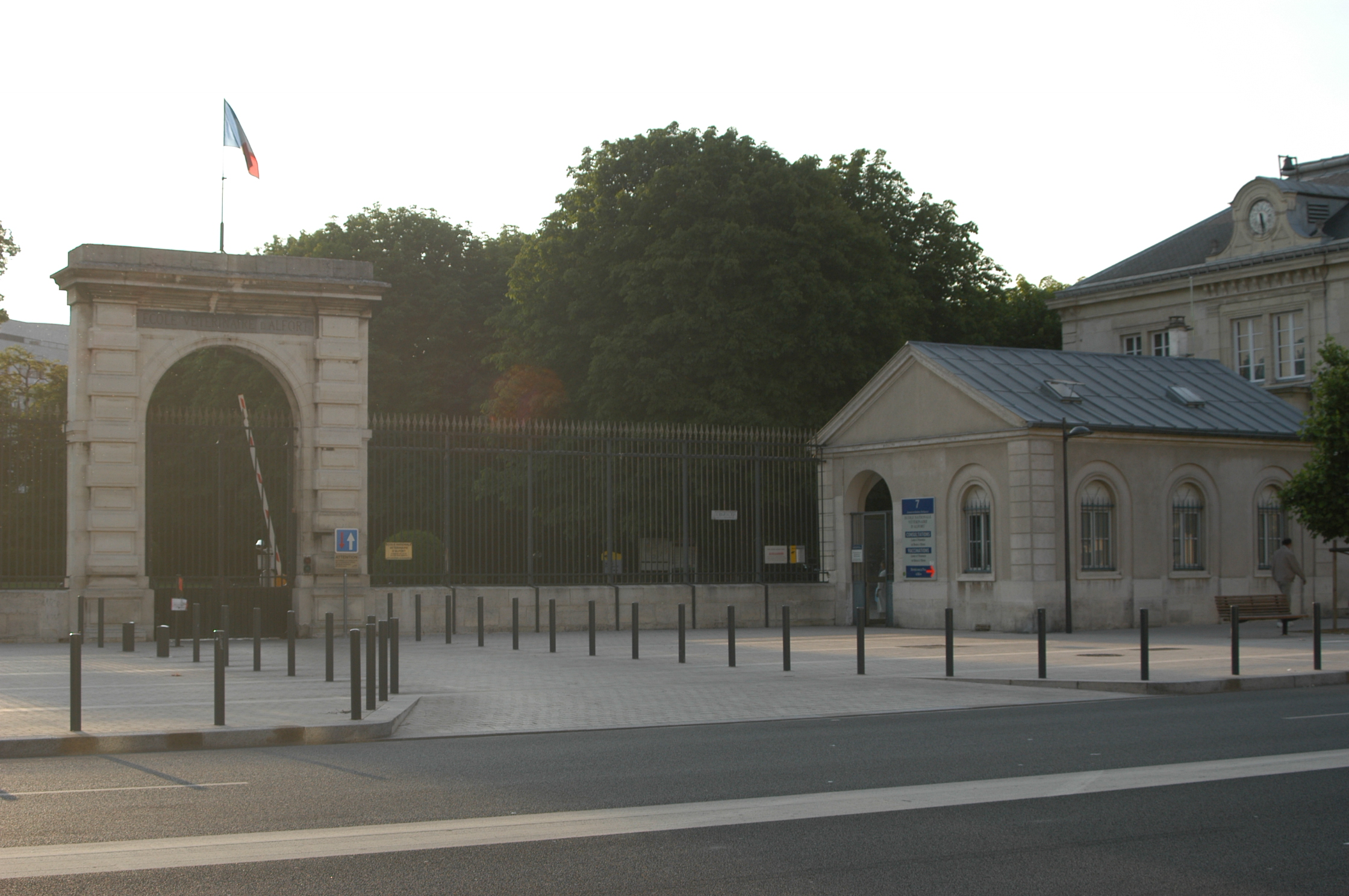
L'entrée principale de l'EnvA, au 7 de l'avenue du Général-de-Gaulle.

L’École s'est implantée dès 1766 dans le petit hameau d'Alfort, à deux lieues de Paris. Au cours de ses deux siècles et demi d'existence, elle s'est développée et couvre aujourd'hui une superficie de 12 hectares au cœur de la ville de Maisons-Alfort, dans le Val-de-Marne. À partir de 1900, le ministère de l'Agriculture y a installé un laboratoire de recherche. Cet organisme, qui a de nombreuses fois changé de nom, est aujourd'hui intégré à l'Anses, dont le siège social a été récemment construit sur le campus (emménagement fin 2014)[réf. nécessaire].

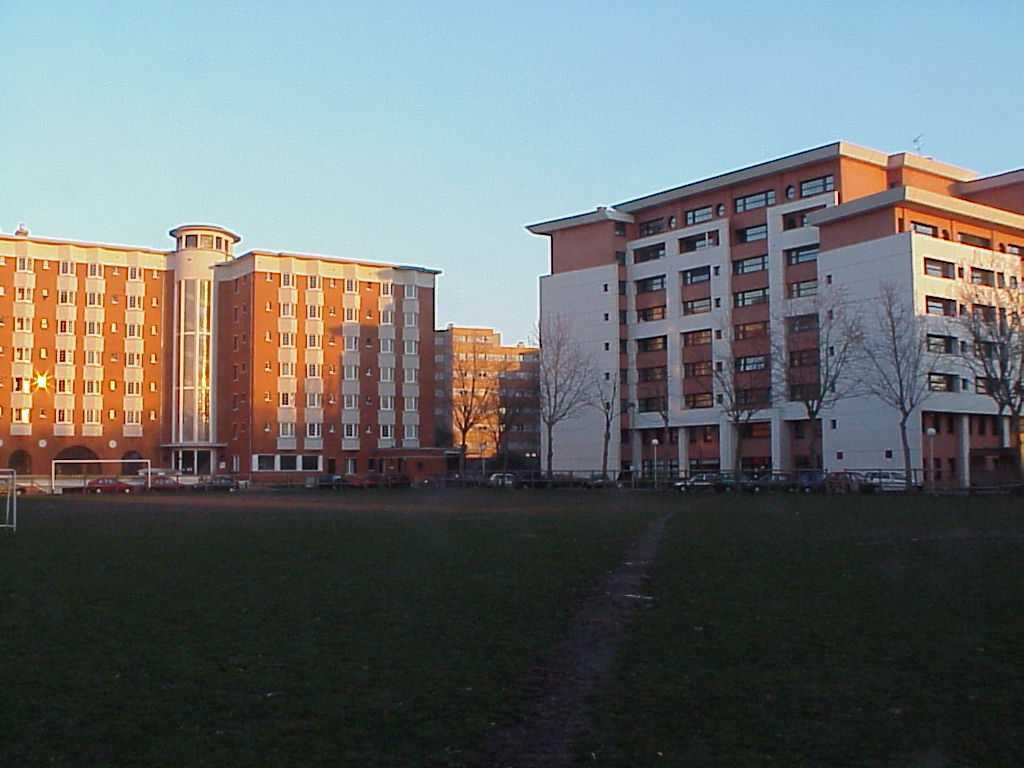
Les cités universitaires, au sud du campus.

L'école dispose sur le site d'Alfort de 492 chambres réparties en deux résidences universitaires ainsi qu'un restaurant universitaire et un lieu de rassemblement étudiant.
L'Anses a transféré son siège social sur le campus de l'EnvA en novembre 2014.
Ce site, qui constitue le site principal, est ouvert au public qui peut notamment visiter :
- Le Musée Fragonard : un des plus anciens musées de France et une des plus importantes collections vétérinaires à l'échelle mondiale. Il est ouvert au grand public depuis 1989. Il présente des collections d'écorchés, de squelettes et d'anatomie animale et humaine. La présentation du musée a su garder son cachet authentique en conservant son aspect « collection », présentant de nombreuses pièces dans des vitrines. On y trouve de nombreux moulages anatomiques, notamment d'Eugène Petitcolin[30], finement peints. Les pièces les plus impressionnantes sont les écorchés de Fragonard, dont le « cavalier de l'apocalypse », les « fœtus dansants », ou l' « homme à la mandibule » ;

- Le jardin botanique [31] créé en 1766. Sa renommée s’appuie sur une collection de plantes mellifères (servant à faire le miel), toxiques et médicinales de grande valeur scientifique et patrimoniale. Autrefois exclusivement destiné à l’enseignement et à la recherche scientifique, il est ouvert depuis 2003 aux groupes scolaires, associatifs, de retraités qui viennent découvrir les plantes et leurs applications à la médecine et à l’alimentation au travers de visites guidées. Le maintien du jardin botanique est le fruit des efforts des bénévoles de l’université inter-âges, des jardiniers et apprentis-jardiniers et d'enseignants de l’EnvA.

## Personnalités issues de l'École vétérinaire d'Alfort
Liste des directeurs
- 1766-1771 : Honoré Fragonard
- 1771-1779 : Philibert Chabert
- 1780-1783 : Pierre Flandrin
- 1795-1814 : Philibert Chabert
- 1814-1831 : J. Girard
- 1831-1837 : Charles-Auguste Yvart
- 1838-1860 : E. Renault
- 1860-1861 : Onésime Delafond
- 1862-1871 : Jean-Henri Magne
- 1871-1879 : J. Reynal
- 1879-1887 : A. Goubaux
- 1887-1891 : Edmond Nocard
- 1891-1899 : Léopold Trasbot
- 1899-1911 : Gustave Barrier
- 1911-1920 : Henri Vallée
- 1920-1923 : Pierre-Juste Cadiot
- 1924-1934 : E. Nicolas
- 1934-1957 : Clément Bressou
- 1957-1964 : Raymond Ferrando
- 1964-1974 : André Charton
- 1974-1984 : Charles Pilet
- 1984-1989 : Bernard Toma
- 1989-1991 : Pierre Silberzahn
- 1992-1998 : André-Laurent Parodi
- 1998-2003 : Robert Moraillon
- 2003-2007 : Jean-Pierre Cotard
- 2007-2012 : Jean-Paul Mialot
- 2012-2017 : Marc Gogny
- 2017- : Christophe Degueurce

De 1766 à 1795, il existe aussi un directeur général de l'ensemble des écoles vétérinaires : 
- 1766 - 1779 : Claude Bourgelat
- 1779 – 1795 : Philibert Chabert

De grands noms de la recherche biologique et médicale ont travaillé à Alfort où sont d'anciens élèves d'Alfort :

### Anatomie
- Honoré Fragonard, professeur d'anatomie (1765-1771) et directeur de l'École (1766-1771).
- Félix Vicq d'Azyr, professeur d'anatomie comparée (1782-1787).
- Clément Bressou (1887-1979), professeur à Toulouse puis à Alfort, directeur de l'École vétérinaire d'Alfort de 1934 à 1957.
- Marcel Petit (1888 - 1986), chef de travaux à Alfort puis professeur et directeur de l'Ecole vétérinaire de Toulouse. Connu (entre autres) pour son engagement dans la Résistance qui lui valut d'être déporté en 1943.

### Chimie-pharmacie
- Antoine Cadet de Vaux, professeur de chimie et de pharmacie (1770-1775).
- Jean-Baptiste Huzard, professeur de matière médicale (v.1772-1774).
- Pierre Louis Dulong, professeur de physique et de chimie (1813-1827)
- Jean Louis Lassaigne, professeur de chimie (1828-1854)
- Antoine-François Fourcroy, professeur de physique et de chimie (1782-1787).

### Économie rurale-Zootechnie
- Louis Jean-Marie Daubenton, professeur d'économie rurale (1782-1787).
- Pierre Marie Auguste Broussonet, professeur adjoint d'économie rurale (1782-1787).
- François-Hilaire Gilbert, professeur d'extérieur et d'hygiène (v.1785-1800).
- Victor Yvart, professeur d'Économie rurale (1806-1824), surnommé " l'Arthur Young de la France ".
- Charles-Auguste Yvart, inspecteur général des écoles vétérinaires et des bergeries de l'État, surnommé le " grand moutonnier ", créateur de la race ovine Île-de-France (années 1840)

### Pathologie infectieuse
- Henri Bouley (1814-1885) qui aida Louis Pasteur pour les fameuses expériences sur la vaccination anti-charbonneuse.
- Camille Guérin (1872-1961) ; avec le médecin Albert Calmette, il mit au point le vaccin BCG contre la tuberculose.
- Gaston Ramon (1886-1963), il inventa les anatoxines antitétaniques et antidiphtériques ainsi que les vaccinations associées.
- Edmond Nocard, professeur de sciences cliniques (1850-1903).
- Emmanuel Leclainche, professeur de microbiologie, inspecteur général de l'enseignement et des services vétérinaires, à l'origine de l'OIE (Organisation mondiale de la santé animale)
- Henri Vallée, professeur de maladies contagieuses (successeur de Nocard), directeur du Laboratoire de recherches vétérinaires d'Alfort et de l'École vétérinaire.
- Henri Carré 1868-1938, a donné son nom à la maladie de Carré, directeur du laboratoire de recherche du ministère de l'Agriculture, devenue CNEVA puis AFSSA et enfin ANSES [32].
- Pierre Goret (1907-1994), professeur de microbiologie et de maladies contagieuses.
- Abel Brion (1906-1976), professeur de pathologie médicale et de législation

### Zoologie, parasitologie
- Pierre-André Latreille, professeur de zoologie (1814-1815).
- Alcide Louis-Joseph Railliet (1852-1930), professeur de parasitologie, considéré comme le fondateur de la parasitologie moderne, auteur avec Léon Moulé d'un ouvrage  intitulé Histoire de l'École d'Alfort.
- Henri Velu (1887-1973), vétérinaire militaire, clinicien, microbiologiste et parasitologue, pionnier de la médecine vétérinaire au Maroc[33].

### Autres
- Raymond Ferrando (1912-1997), professeur d’alimentation animale.
- Henri Drieux (1908-1982), professeur d'Hygiène des denrées d'origine animale.
- Pascal Soriot (1959), Président directeur général d'AstraZeneca.
- Philippe Thomas (1843-1910), vétérinaire militaire, découvreur des phosphates tunisiens.
- Gabriel Colin (1825-1896), professeur à la chaire de physiologie et thérapeutique.
- Paul Oceanu (1854-1919), professeur de médecine vétérinaire à l'École de médecine vétérinaire de Bucarest
- Bernard Virat (1921-2003), professeur de microbiologie et sous-directeur de l'Institut Pasteur de Paris